# Henry Wilcoxon
Harry Frederick Wilcoxon (ur. 8 września 1905 na Roseau, zm. 6 marca 1984 w Los Angeles) − amerykański aktor.
8 lutego 1960 otrzymał własną gwiazdę w Alei Gwiazd w Los Angeles znajdującą się przy 6256 Hollywood Boulevard.

## Życiorys
Urodził się na Roseau na Dominice jako syn Lurline Mignonette Nunes, jamajskiej aktorki−amatorki teatralnej, pochodzącej z zamożnej hiszpańskiej rodziny kupieckiej, i urodzonego w Anglii Roberta Stanleya „Tana” Wilcoxona, menadżera Colonial Bank na Jamajce. Miał starszego brata Roberta Owena. Jego matka zmarła, gdy miał około roku; ojciec wysłał go do Anglii z zamiarem, aby zaopiekowała się nimi jego własna matka, Ann Wilcoxon. Ponieważ jednak babcia była zbyt słaba, aby opiekować się wnukami, wysłano je najpierw do nieodpowiedzialnej rodziny zastępczej, gdzie zachorowały z powodu niedożywienia i zaniedbania, dopóki władze nie odkryły tego i przeniesiono je do sierocińca. Harry cierpiał na krzywicę, a Owen zaczął się jąkać i miał ataki epilepsji. Zostali zabrani z sierocińca do nowego domu zastępczego prowadzonego przez bardziej troskliwą rodzinę Stewartów w Springfield House w Acton w Londynie. Po kilku latach ich ojciec wraz ze swoją drugą żoną Rosamond zabrali dzieci ze sobą do domu, do Bridgetown na Barbadosie, gdzie się kształciły. Harry został wysłany do Wolmer’s Boys School w Kingston na Jamajce i Harrison College na Barbadosie. W wieku 14 lat Henry Wilcoxon był mistrzem Barbadosu w pływaniu podwodnym i był na tyle dobry, że został nurkiem ratowniczym. Harry i jego brat Owen byli znani wśród przyjaciół i rodziny jako „Biff” i „Bang” ze względu na umiejętności walki zdobyte w boksie amatorskim.
Henry Wilcoxon pracował dla krawców na Bond Street, zanim złożył wniosek o wizę umożliwiającą pracę jako szofer w Stanach Zjednoczonych, ale widząc odmowę jego wniosku, zwrócił się ku boksowi, a następnie aktorstwu. W 1926 trafił na londyńską scenę, gdzie zagrał kapitana Cooka w widowisku Barrettowie z Wimpole Street. Po raz pierwszy wystąpił na ekranie w roli Larry’ego Tindale’a w komedii Idealna dama (The Perfect Lady, 1931) z Betty Amann i Athene Seyler. 
W 1934 trafił do Hollywood. Kiedy reżyser Cecil B. DeMille podczas przesłuchania Paramount Pictures usłyszał dźwięczny akcent Henry’ego Wilcoxona, natychmiast zaangażował go do roli Marka Antoniusza w Kleopatrze (1934) z Claudette Colbert. Jego drugi wysokobudżetowy film z DeMille’em Wyprawy krzyżowe (1935), gdzie zagrał główną rolę Ryszarda, króla Anglii u boku Loretty Young, okazał się finansową porażką, „tracąc ponad 700 tys. dolarów”. Po niepowodzeniu filmu kariera Wilcoxona utknęła w martwym punkcie; chociaż wystąpił w wielu filmach klasy B, jak Tajemnica prezydenta (The President’s Mystery, 1936), dramat Jamesa Cruze’a Pielęgniarka więzienna (Prison Nurse, 1938), Tajemniczy pan Moto (Mysterious Mr. Moto, 1938) czy komedia Piątka dzieciaków (Five of a Kind, 1938) z pięcioraczkami Dionne. 
Po służbie w Straży Przybrzeżnej podczas II wojny światowej Wilcoxon powrócił na ekran w widowiskach DeMille’a: Niezwyciężeni (Unconquered, 1947) i Samson i Dalila (1949), gdzie był także producentem współpracującym. W 1948 zadebiutował na Broadwayu w roli oskarżyciela w przedstawieniu Czuwanie.
Zmarł 6 marca 1984 w Los Angeles w wieku 78 lat po wieloletniej chorobie nowotworowej.

## Filmografia
- 1934: Kleopatra jako Marek Antoniusz
- 1935: Wyprawy krzyżowe jako Ryszard, król Anglii
- 1936: Ostatni Mohikanin jako major Duncan Heyward
- 1938: Żebrak w purpurze jako kapitan straży
- 1939: Tarzan znajduje syna jako Pan 'Sandee' Sande
- 1941: Lady Hamilton jako kapitan Thomas Masterman Hardy
- 1942: Pani Miniver jako Vicar
- 1949: Samson i Dalila jako Ahtur
- 1950: Bulwar Zachodzącego Słońca jako aktor filmu Samson i Dalila
- 1952: Największe widowisko świata jako Gregory, agent FBI
- 1952: Scaramouche jako Chevalier de Chabrillaine
- 1956: Dziesięcioro przykazań jako Pentaur
- 1970: Strzały w Dodge City jako John Bramley
- 1971: Człowiek w dziczy jako wódz Indian
- 1978: F.I.S.T. jako Win Talbot
- 1980: Golfiarze jako biskup
- 1982: Cagney i Lacey jako Pan Mathers